# Джура (видавництво)
«Джура» — видавництво в місті Тернополі. Функціонує з 1996 року. Директор — Василь Левович Ванчура.
Видає літературно-художню, популярну, навчальну та довідкову літературу; книги для дітей. Помітне місце займають видання про національно-визвольні змагання на Тернопільщині, з історії України, краєзнавства.   
Видавництво започаткувало цикл власних видавничих проектів:
- «Сучасний український роман»,
- «Українська реконкіста»,
- «Мандрівка Тернопіллям»,
- «Ера щоденників»,
- «Село — нове тисячоліття».

Серед авторів — письменники з усієї України, зокрема лауреати Національної премії імені Тараса Шевченка Іван Гнатюк, Євген Пашковський, Микола Руденко.
Нарис Богдана Савки «Копичинці. Мандрівка через століття» відзначена грамотою в номінації «Масова книга. Краєзнавча література» на 8-му Форумі видавців у Львові (2001).
На базі видавництва виходив часопис «Сова».
Від 2011 року видавництво щорічно проводить всеукраїнський книжковий фестиваль української книжки «ДжураФест».
У 2003 році в "Джурі" вийшла книга історико-краєзнавчих замальовок тернопільського історика та архівіста Любомири Бойцун Тернопіль у плині літ.
Літературно-мистецький магазин-салон "Джура", який функціонував у Тернополі, перенесений в офіс видавництва за адресою вул. Поліська, 5 під назвою "Книжкова веселка". Тут предствлено дитячу літературу українських видавництв і книги ТОВ "Джура".